# Nelson Diebel
Nelson Diebel (Chicago, 9 de novembro de 1970) é um nadador dos Estados Unidos, campeão olímpico nos Jogos de Barcelona em 1992.
Como um estudante da Universidade de Princeton ele triunfou em Barcelona 1992 nos 100 metros peito, e era membro da equipe que venceu o revezamento 4x100 metros medley. Diebel ganhou sete títulos americanos, e mais tarde se tornou treinador.